# Gyldengrød
von Gyldengrød (tidligere Guttenborg) er en fiktiv karakter, skabt af Martin Miehe-Renard, og kendt fra de danske julekalendere Alletiders Jul (1994), Alletiders Nisse (1995), Alletiders Julemand (1997), Pyrus i Alletiders Eventyr (2000), samt filmen Pyrus på pletten (2000) og Pyrus i Alletiders Show (2009). Gyldengrød er en nisse og portrætteres af Paul Hüttel.
Gyldengrød optrådte for første gang i TV 2s julekalender Alletiders Jul i 1994, som blev en så stor succes at tre yderligere julekalender-efterfølgere og en spillefilm blev skabt.
Karakteren var i Alletiders jul navngivet Guttenborg, men skiftede i den efterfølgende kalender, Alletiders nisse navn til (von) Gyldengrød under påskud af at han var blevet adlet til nisse af fornem rang for sin lange tro tjeneste i nissernes sag. Reelt set er efternavnet "Guttenborg" et beskyttet familienavn, som familien ikke ønskede blev brugt som navn til en nisse i en julekalender.